# لورل کنیون (فیلم)
لورل کنیون یا تنگه‌ی لورل (انگلیسی: Laurel Canyon) فیلمی در ژانر رمانتیک به کارگردانی لیسا چولودنکو است که در سال ۲۰۰۲ منتشر شد. از بازیگران آن می‌توان به فرانسیس مک‌دورمند، کریستین بیل، کیت بکینسیل، ناتاشا مک‌الهون و آلساندرو نیوولا اشاره کرد.